# Olšava
Olšava je řeka na jihovýchodní Moravě, levostranný přítok řeky Moravy. Délka toku je 44,9 km a plocha povodí měří 520,5 km². Celý tok leží v okrese Uherské Hradiště, povodí zasahuje i do okresu Zlín, kde dokonce i pramení. Ve středověku Olšava ze severu vymezovala hraniční tzv. Luckou provincii na pomezí Moravy a Uher. Dříve byla nazývána Olsava, přiklonění názvu k olši je podobný jev jako u slezské řeky Olzy (Olše).

## Průběh toku
Pramení v Bílých Karpatech, na západním úbočí vrchu Bašta (652 m), v nadmořské výšce 634 m v k.ú. Šanov. V celé své délce teče zhruba západním směrem. Ústí do řeky Moravy nad obcí Kostelany nad Moravou, jihozápadně od Uherského Hradiště, v nadmořské výšce 177 m.
Povodí řeky bylo původně podstatně rozsáhlejší, zahrnovalo i okolí Slavičína, Brumova-Bylnice a Valašských Klobouk, hlavní zdrojnicí byl tehdy Kolelač. Tuto oblast postupně načepovala Vlára do povodí Váhu.

### Sídla na toku
Pitín, Bojkovice, Záhorovice, Nezdenice, Šumice, Újezdec, Uherský Brod, Havřice, Drslavice, Hradčovice, Podolí, Míkovice, Vésky, Sady, Kunovice

### Větší přítoky
- levé – Koménka, Nivnička, Ledský potok
- pravé – Kolelač, Kladenka, Ovčírka, Šťávnice, Holomňa

## Vodní režim
Průměrný průtok v Uherském Brodě na 22,10 říčním kilometru činí 2,14 m³/s. Stoletá voda zde dosahuje 270 m³/s.

## Regulace
Většina toku Olšavy byla (převážně za komunistického režimu) necitlivě regulována. Z přirozeného toku řeky zůstala jen torza.

## Chráněná území
Zbytek přirozeného neregulovaného koryta řeky Olšavy, který se nachází mezi obcemi Podolí a Míkovice, byl v roce 1999 vyhlášen přírodní památkou.

## Živočichové
Na březích roste vrba bílá, topol černý, trnovník akát, bez černý a popínavá dřevitá liána plamének plotní. Podmínky ke hnízdění tu nachází ledňáček říční, strakapoud malý, slavík obecný, moudivláček lužní, rákosník zpěvný, rehek zahradní, žluna zelená či žluva hajní.

## Mlýny
- Pípalův mlýn – Šumice, č.p. 81, okres Uherské Hradiště, kulturní památka

## Fotogalerie

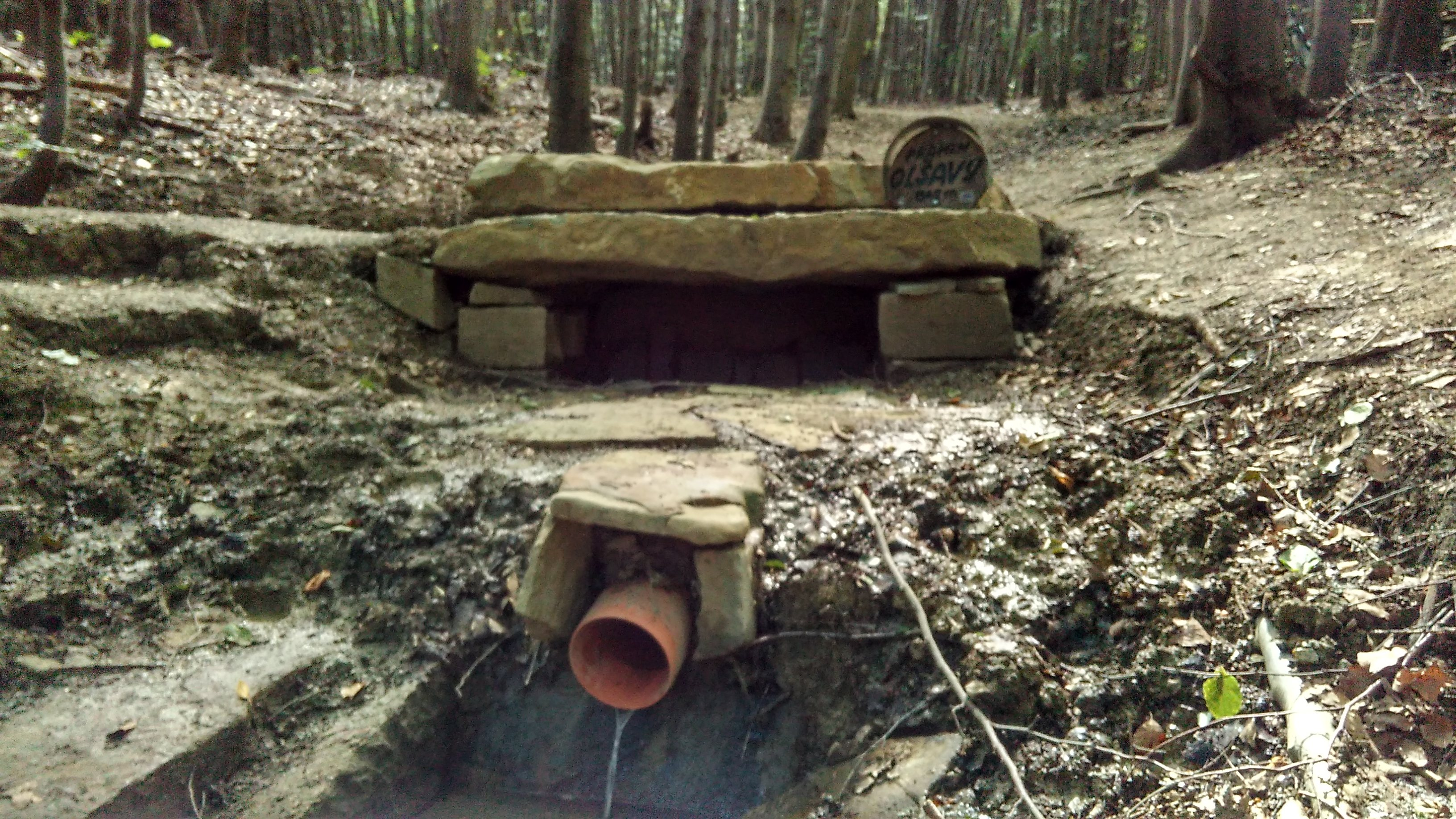
Pramen řeky Olšavy
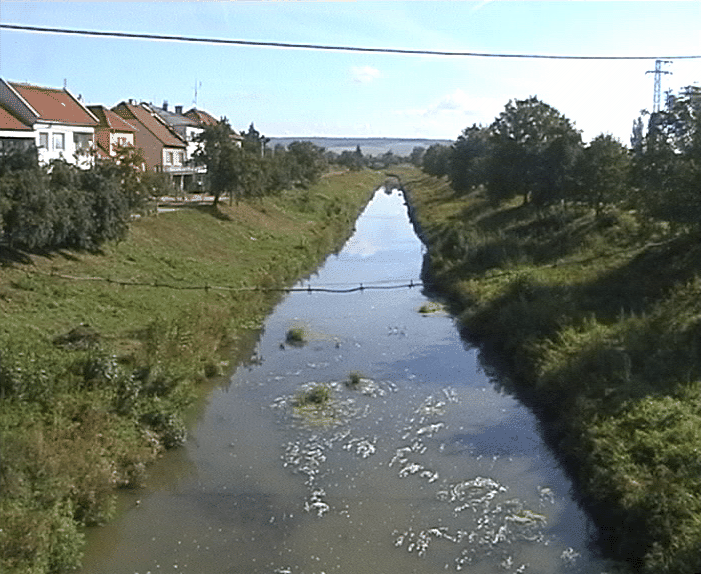
Olšava v Uherském Brodě
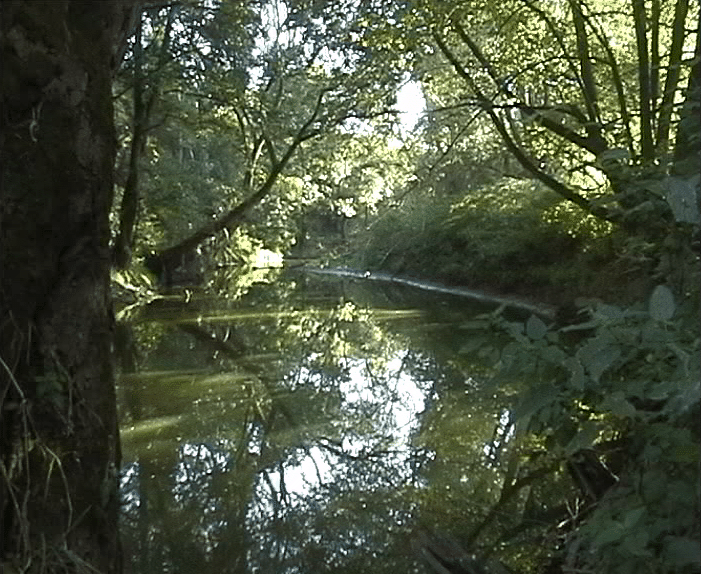
Přirozené koryto řeky
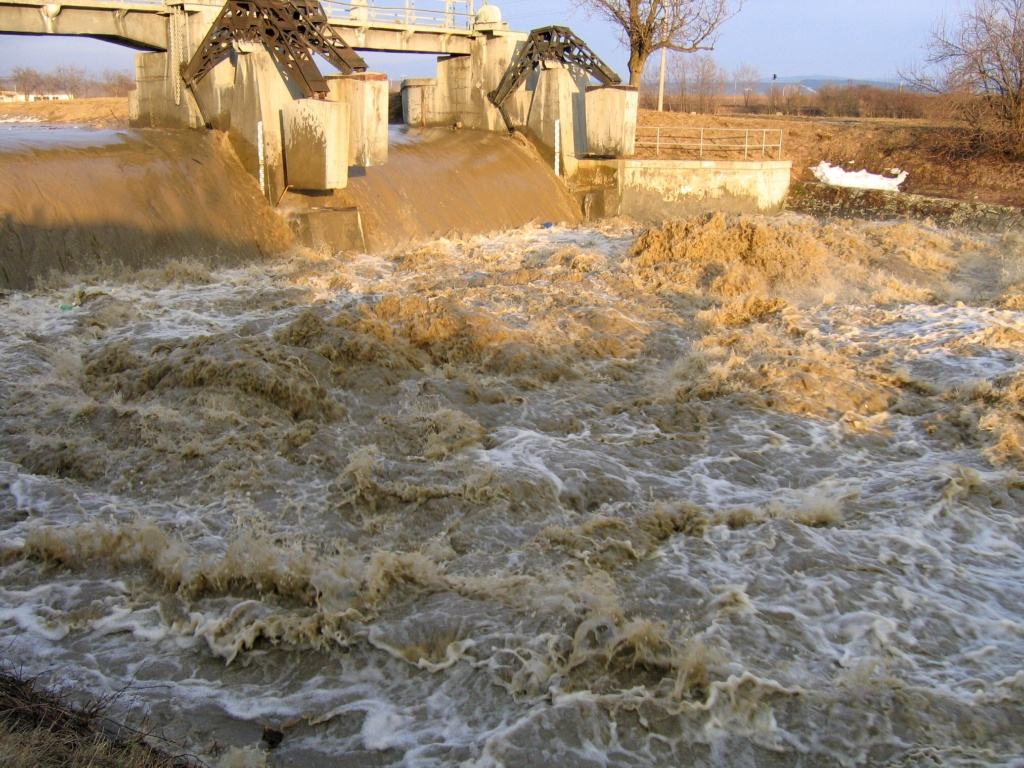
Velká voda v březnu 2006
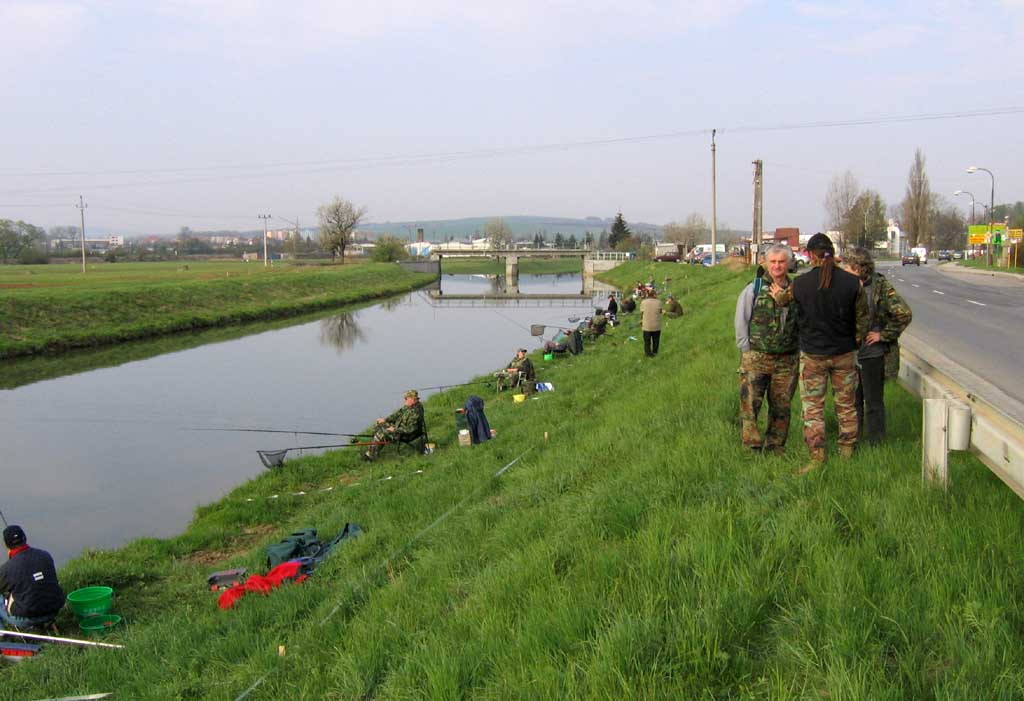
Rybářské závody na Olšavě – duben 2005
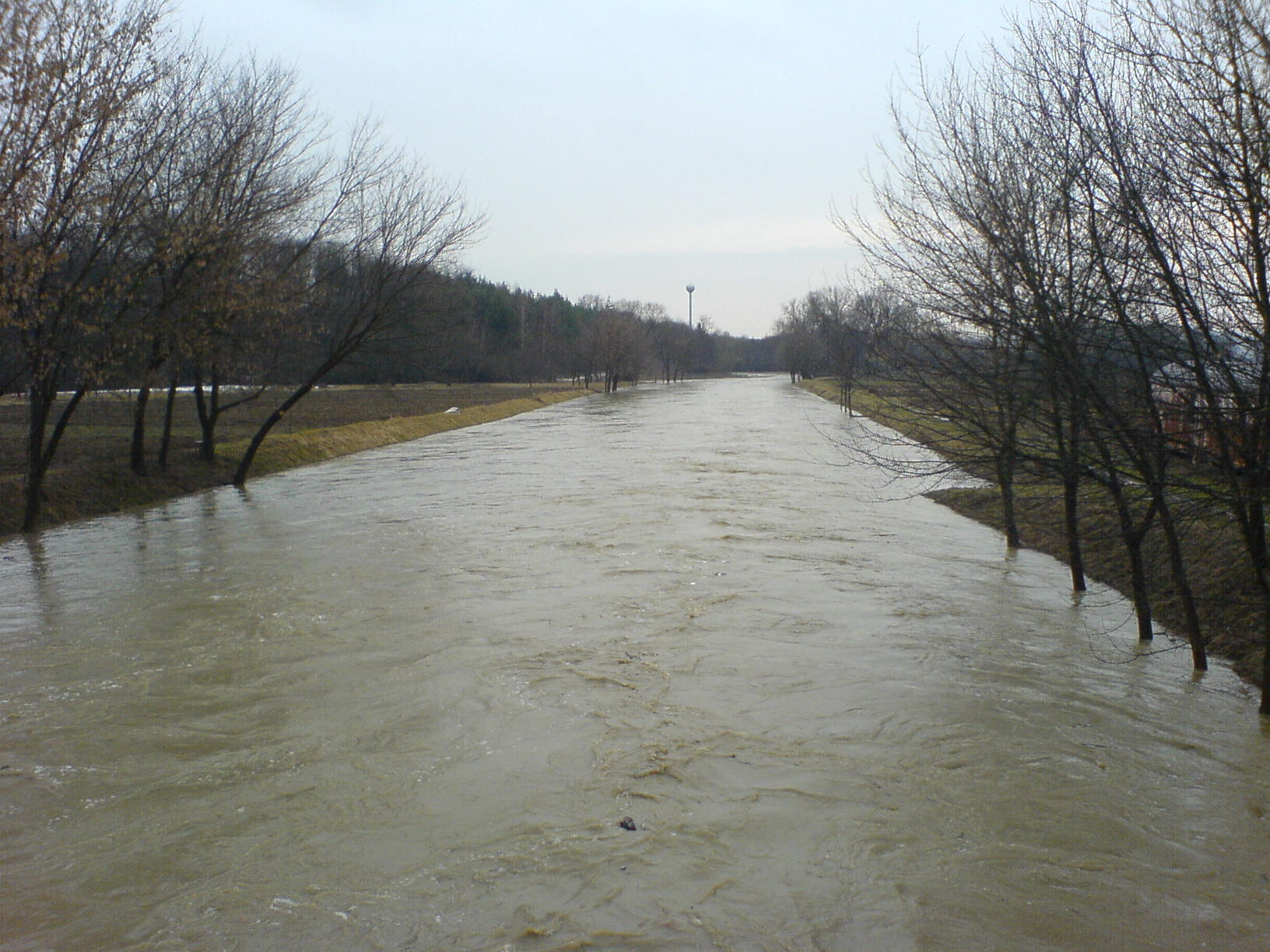
Rozvodněná Olšava Uherský Brod-Újezdec – březen 2006
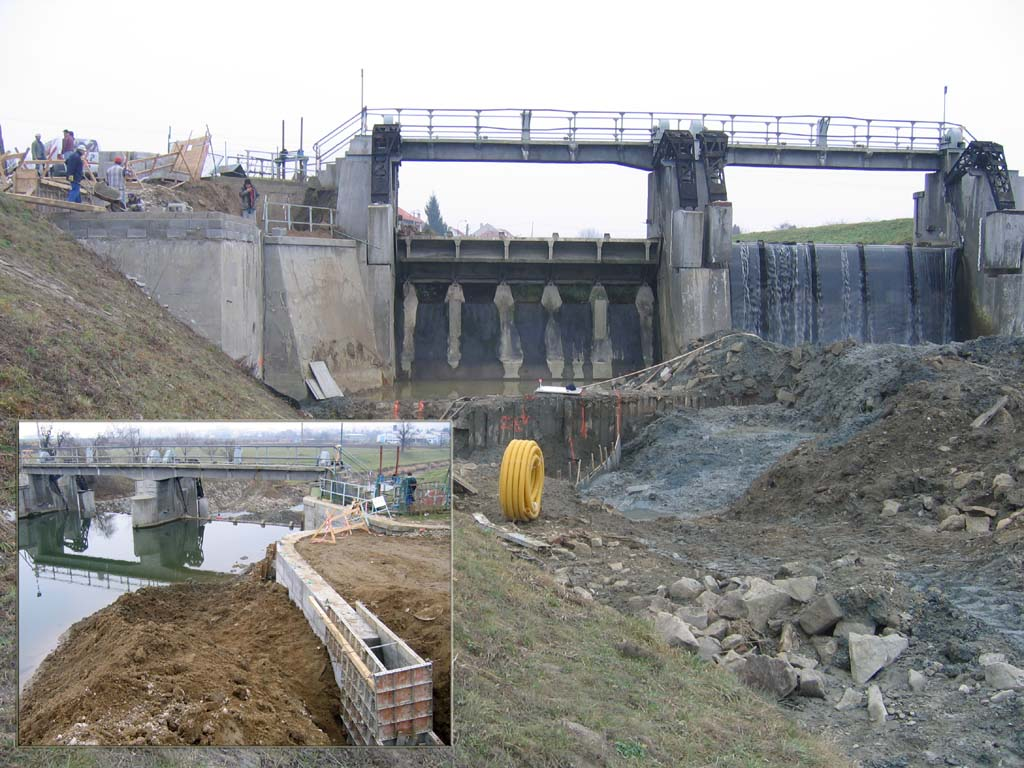
Oprava malé vodní elektrárny na Olšavě – prosinec 2006
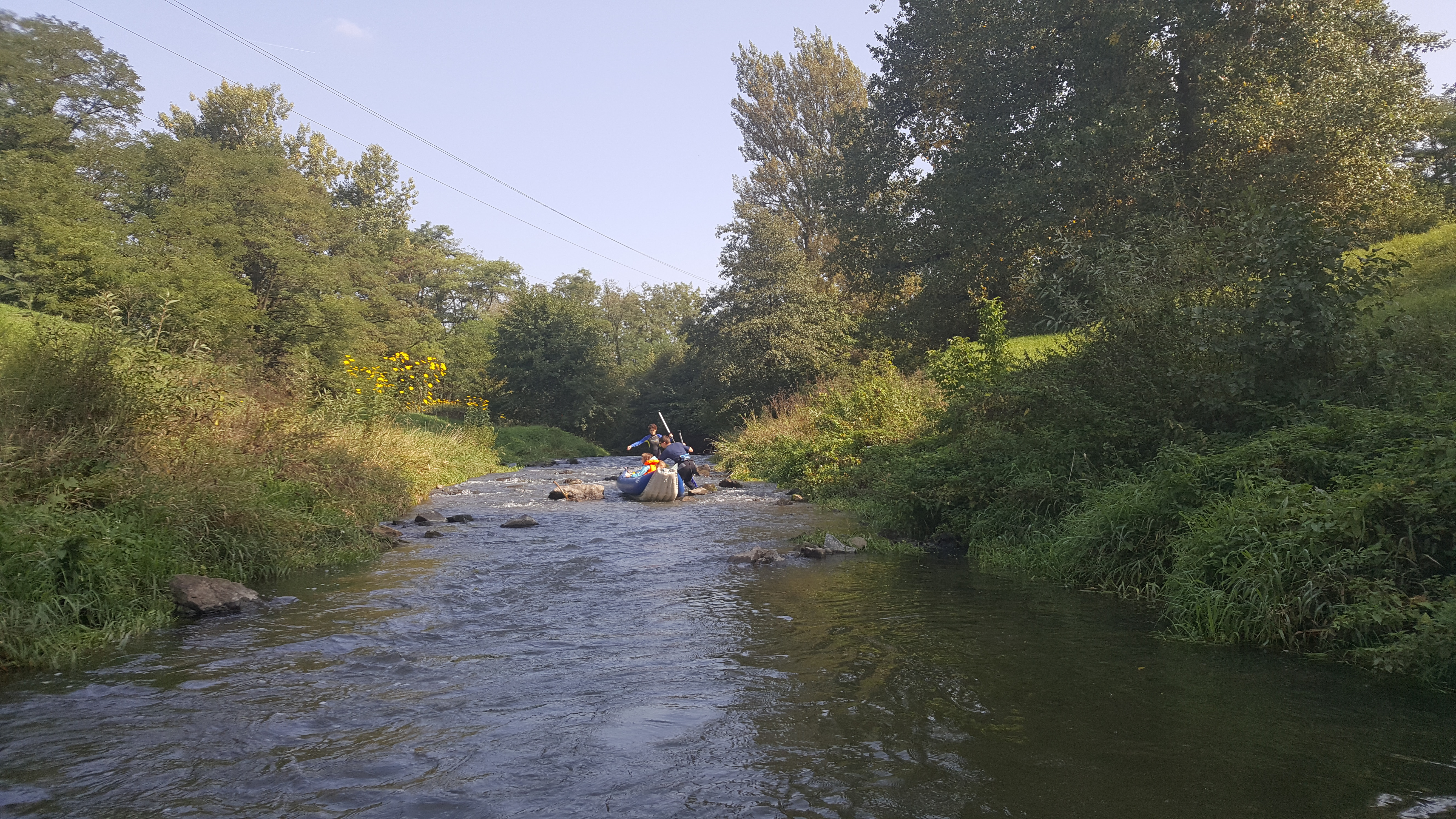
Vodáci na Olšavě
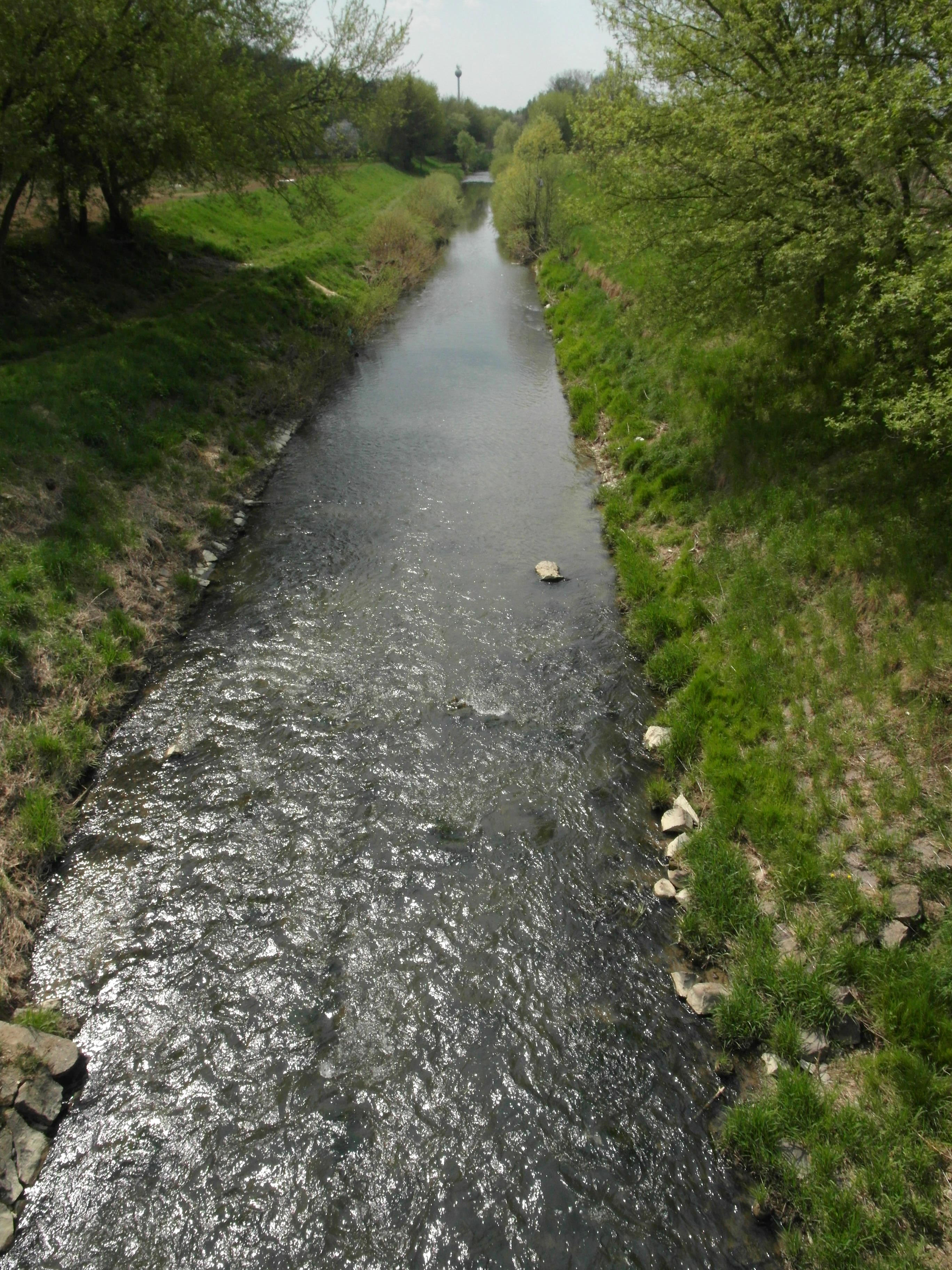
Olšava v Uherském Brodě - Újezdci
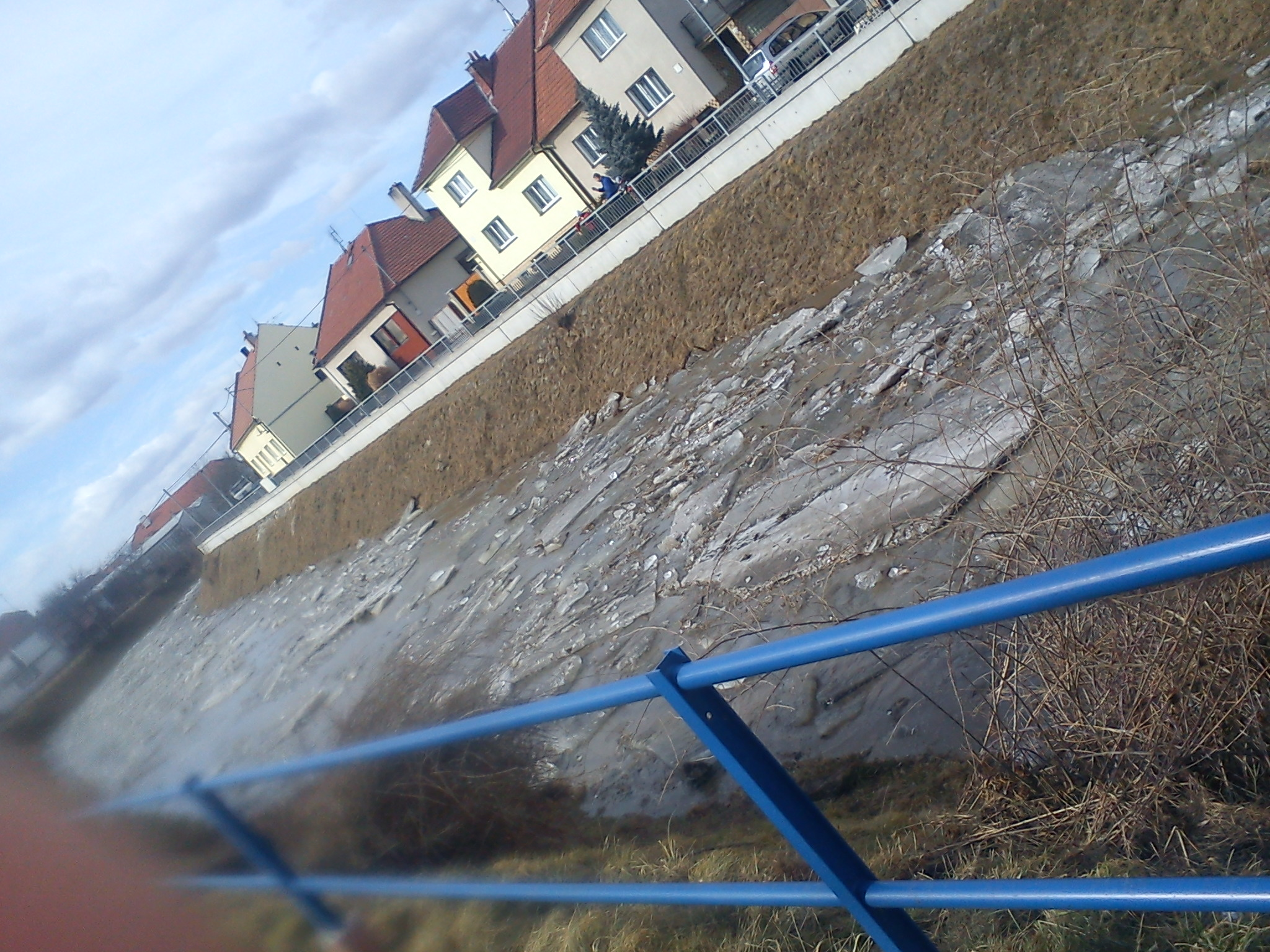
Tání ledu na Olšavě v Kunovicích ( 25.2.2012 )